# Pasiphila rectangulata
Pasiphila rectangulata là một loài bướm đêm trong họ Geometridae.

## Hình ảnh

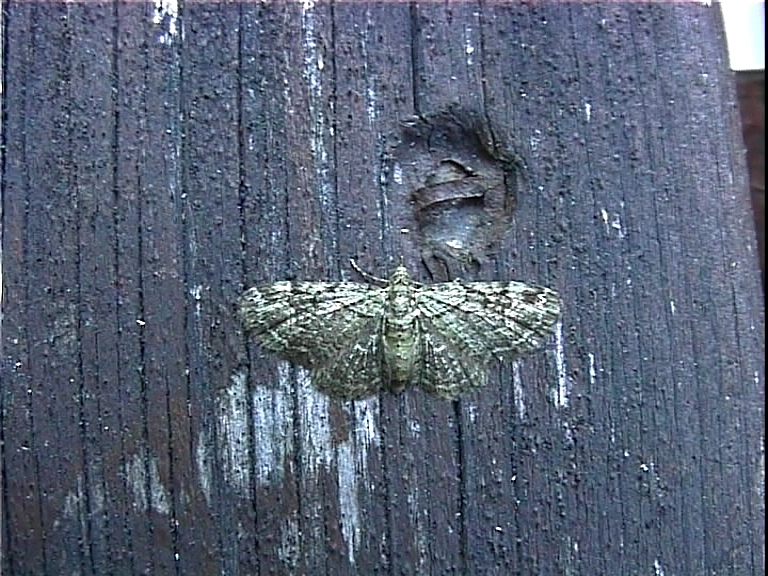
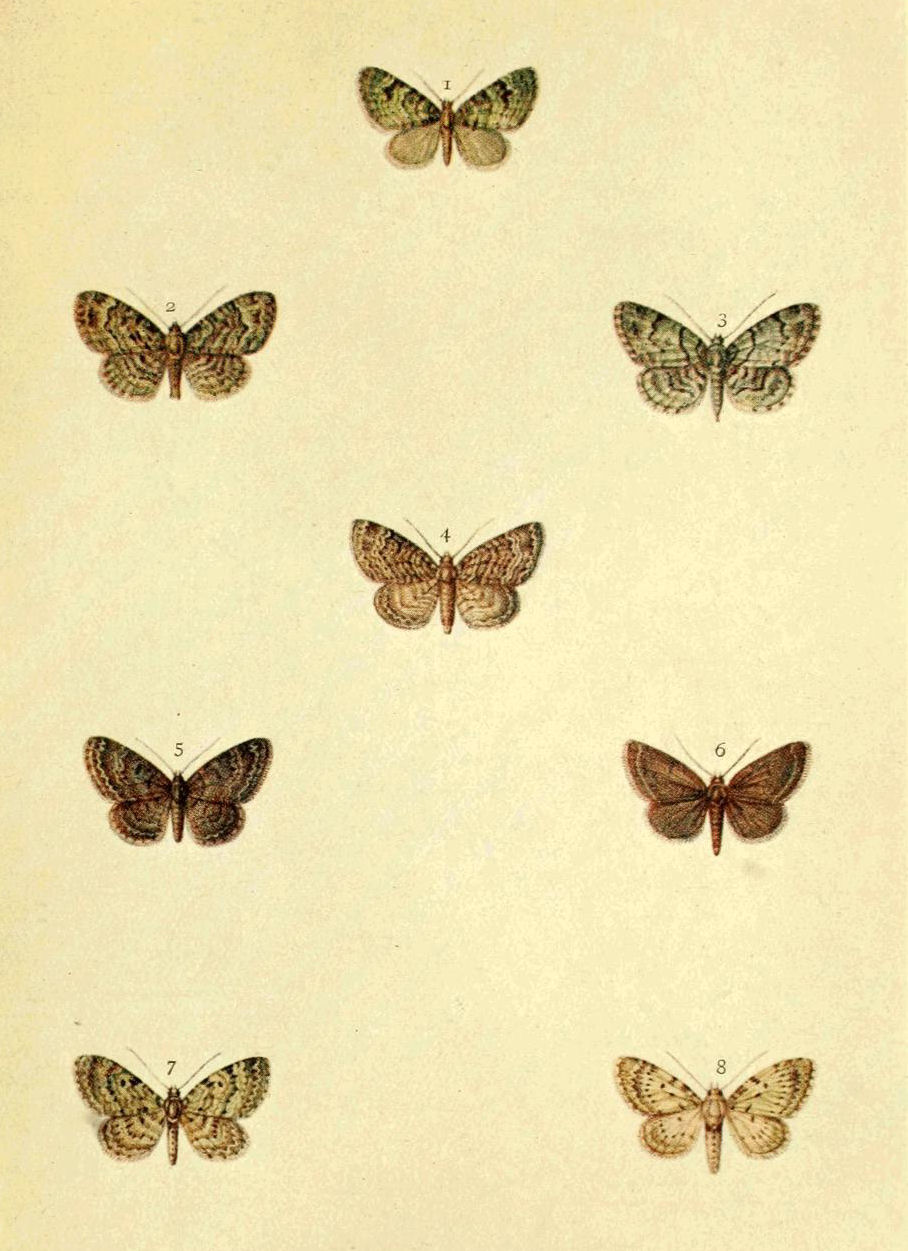
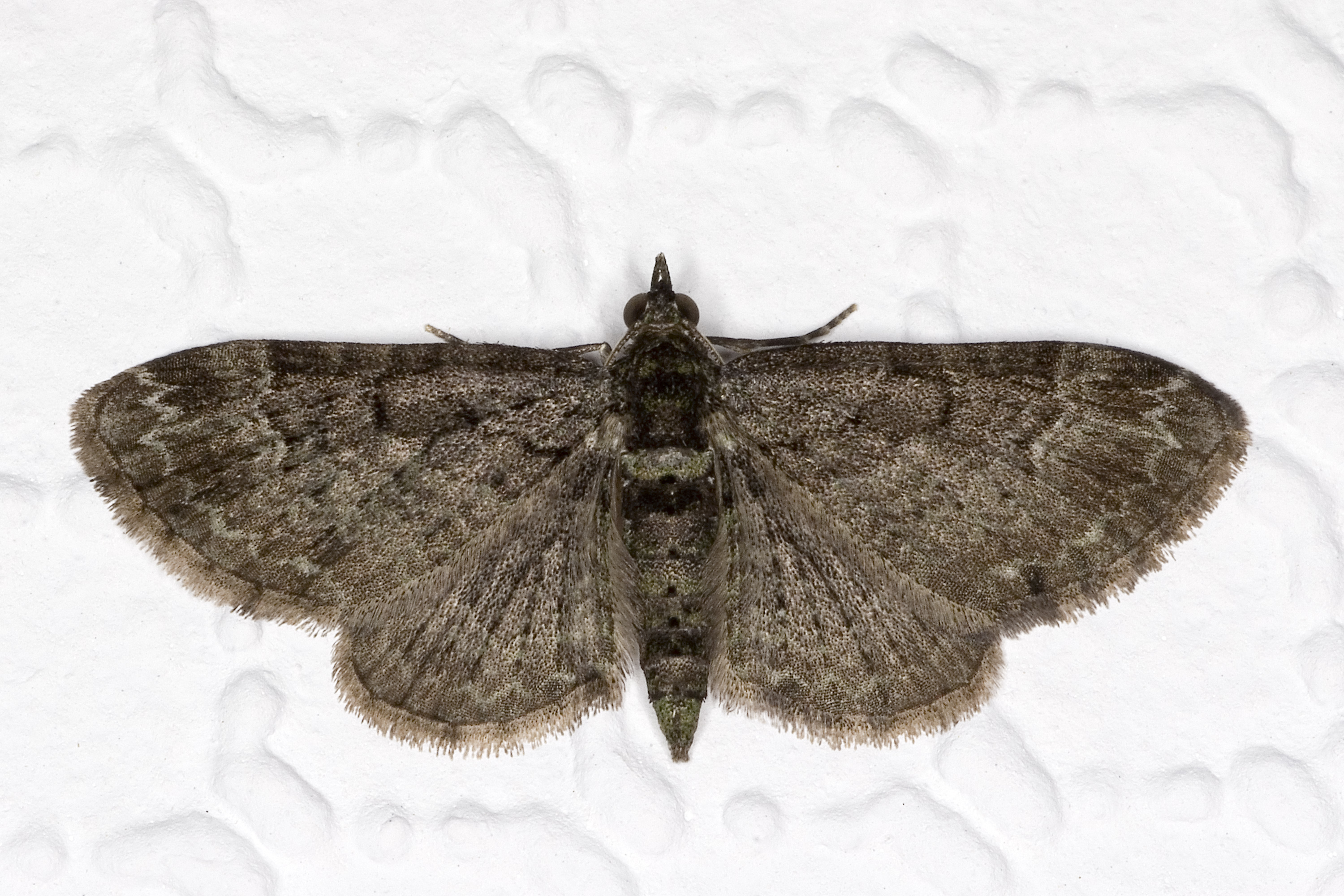
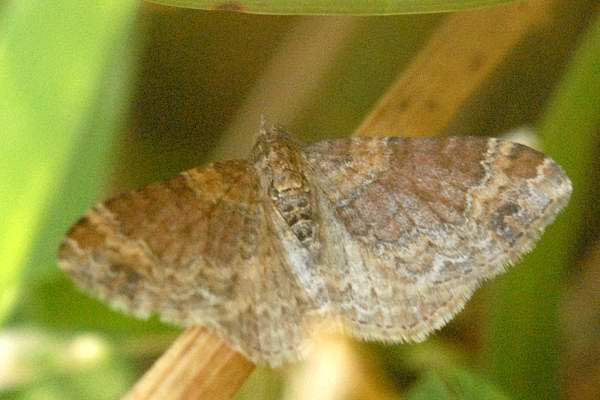